# Arochoides
Arochoides integrans es una especie de araña araneomorfa de la familia Mimetidae. Es el único miembro del género monotípico Arochoides. Es originaria de Brasil.